# Видлич
Вѝдлич е планина в Западна България и Източна Сърбия, Западна Стара планина, Софийска област, между долината на река Нишава и десният ѝ приток Височица (Комщица, Темска река).
Планината Видлич се издига в западната част на Стара планина и е разположена в Сърбия (90%) и България (10%). Простира се от северозапад на югоизток на протежение от 40 km, а ширината ѝ достига до 10 km. На северозапад и североизток долината на река Височица (Комщица, Темска река, десен приток на Нишава) я отделя от планините Чипровска планина и Берковска, които също са части от Западна Стара планина. На югозапад склоновете ѝ бавно потъват в историко-географската област Забърге и към долината на Нишава. Най-източният край на Видлич е ридът Вучибаба.
Най-високата ѝ точка е връх Гувнище - 1413м. Най-висок връх в българската част на планината е Гранична пирамида 183,в близост до връх Три пътя - 1110.3м.
Планината е изградена предимно от юрски и триаски варовици. Северните ѝ склонове, обърнати към долината на Височица са стръмни, скалисти и слабо разчленени, а южните полегати и постепенно преминават в Пиротското поле и хълмистата историко-географска област Забърге. изобилстват карстовите форми – въртопи, понори и пещери.
Климатът е умерено-континентален със сравнително студена зима и прохладно лято. От карстов извор извира Забърдска река (десен приток на Нишава).
Почвите са кафяви горски и рендзини. Планината е силно обезлесена, с частично запазени гори и дълбоко засегната от ерозия.
По южните склонове на планината са разположени селата Моинци, Гуленовци, Одоровци, Ореовица, Нишор и Крупъц в Сърбия и Станянци, Голеш и Ропот в България, а по северните, долината на река Височица в Сърбия – селата Завой, Велика Луканя, Ръсовци, Славиня, Брачевци, Изатовци и Долни Криводол.

## Други
На Видлич е наречена улица в квартал „Хиподрума“ в София (Карта).

## Топографска карта
- Лист от карта K-34-34. Мащаб: 1 : 100 000.